# College, Alaska
College är en ort (CDP) i Fairbanks North Star Borough, i delstaten Alaska, USA. Enligt United States Census Bureau har orten en folkmängd på 12 964 invånare (2010) och en landarea på 48,6 km².